# Paraplectana hemisphaerica
Paraplectana hemisphaerica is een spinnensoort in de taxonomische indeling van de wielwebspinnen (Araneidae).
Het dier behoort tot het geslacht Paraplectana. De wetenschappelijke naam van de soort werd voor het eerst geldig gepubliceerd in 1844 door Carl Ludwig Koch.